# Quake Live
《Quake Live》是一款第一人称射击电子游戏，由id Software设计，可在基于x86计算机的Microsoft Windows，Mac OS X或Linux系统中下载后通过浏览器插件运行。是其前身《雷神之锤3：竞技场》(Q3A)的变种。
《Quake Live》之前是免费游戏，订阅选项提供额外的竞技场，游戏类型和游戏服务器选项。截至2015年10月27日，游戏不再免费，必须购买，订阅选项被取消。

## 技术
《Quake Live》是基于稍为更新id Tech 3引擎的版本，然而它还是着重于使用性上的改进而非图形上的升级。在种种其他使用性上的改变中，《Quake Live》有个新的、更为简化有效的抬头显示。
任何人都可以在Quake Live网站上免费申请帐号。目前支持的操作系统有：Windows XP，Windows Vista，Windows 7，Mac OS X 10.4+ (英特尔处理器)，和Linux，浏览器有：Internet Explorer7以上版本，Mozilla Firefox2以上版本和Safari3以上版本。在注册过程中，游戏和所需的浏览器插件自动下载。游戏的更新时时发布，并在用户登录时自动安装。
玩游戏使用的不是浏览器Flash插件。软件是《雷神之锤三 黄金版》的修改后的版本，作为编译代码在用户机器上本地运行。

## 游戏内容

Quake Live arena Dredwerkz

Quake Live游戏目标是让玩者在某一场对战里宰其它对手或者其他敌队以称王。这个目标可透过摸熟其关卡3D场景，并同时搜集医药包、武器、弹药、以及多种强化物品来给予对手最大伤害直到其生命值归零、或者在对手攻击下存活。
Quake Live是作为Quake III: Gold（雷神之锤3及其资料片：团队竞技场）的网页免费版来发布的。Quake Live 是由IGA Worldwide在游戏里加入广告提供资金运作的。根据技能来匹配玩者的工作则由GaimTheory（页面存档备份，存于）开发的metagame引擎驱动；后来该匹配系统的开发在GaimTheory破产后由id Software接手。

## 游戏模式
多种游戏模式继承于雷神之锤3竞技场：
- 决斗（Duel）：玩家 VS 玩家（一對一）戰鬥。在限時前取得最多殺敵數的玩家為勝。
- 死亡竞赛（Free For All）：玩家在此模式中會為自己而戰（與其餘所有玩家為敵）。最先達到殺敵上限的玩家將會勝出及結束遊戲；如達到時間限制亦未有玩家達到殺敵上限，將會以最高殺敵數的玩家為勝。
  - Instagib: 與死亡竞赛的規則相同，但所有玩家開始時只會擁有Railgun，此武器可以秒殺（一擊殺死）敵人。地图没有资源（血，弹药，武器）。Instagib伺服器為非排名賽。
- 队伍死亡竞赛（Team Deathmatch）：與死亡竞赛的規則大致相同。但是此模式分開兩個隊伍戰鬥。
  - 专业队伍死亡竞赛（Pro Team Deathmatch）: 一些服务器为高水平雷神之锤玩家设计的规则有所变动的队伍死亡竞赛，如武器再生时间从12秒延长到30秒。
- 夺旗模式（Capture the Flag）：每個隊伍擁有自己的一個基地並持有一面旗幟。玩家需要搶奪對方的旗幟並送回己方基地以取得分數并胜出。
  - Instagib CTF：类似于Instagib (即railgun一击必杀，没有资源等）只不过是夺旗的模式。Instagib CTF服务器也不参与排名。
- 团队竞技场（Clan Arena）：以團隊分組的模式，在遊戲開始時每個玩家都會擁有全部盔甲及武器。當玩家被殺死後須等待下一回合開始才可繼續遊戲。在此模式中，玩家可以在火箭跳和等离子跳时不會扣除生命值，从高处落下也不会扣除生命值。

在Quakecon 2008中，John Carmack表示《Quake Live》沒有計劃開放予玩家修改遊戲，但官方聘請了《雷神之锤3》的mod製作者協助官方計劃。在最新發佈的網站中的資料顯示（2008年8月1日），《Quake Live》中會有25個地圖及4個遊戲模式。該作大部份的地圖主要來自《雷神之錘3竞技场》、《雷神之錘3团队竞技场》及一些受歡迎的自製地圖。

## 历史
2008年至2009年，Quake Live开始邀请封测。少數玩家被選擇參與封測，而每個封測玩家都被分配一些邀請名額。
2009年2月24日，遊戲進入了公測程序。由於伺服器流量過大，官方決定以排隊方式减轻服务器的压力以及防止过载。在其发布后的6小时内，有113000多位玩家创建了账号。其後官方停止了排隊方式並加強了伺服器以控制遊戲上大量的玩家。
一旦Quake Live结束了封闭测试阶段，它的部分资金将来自于游戏内置和网站的广告。IGA Worldwide与id Software签订了合同，由其来处理这个游戏的市场营销方面。这个模式立即面对着一个问题，广告公司宣布，它们正在因为金融危机的影响而挣扎。 2009年3月，该机构承认，如果进一步的投资不到位，被收购是可能的。随着ZeniMax对id Software的收购，游戏中内置广告和网页的广告现在明显变成了只有公司内部或贝塞斯达软件公司的产品。
在QuakeCon 2009中, John Carmack公开表示，他们对游戏的金融计划已无法为前途渺茫的项目提供足够的收入支持。因此，他宣布正在计划着溢价认购服务。 ShackNews报道，他说：

在游戏内置广告的东西没有大生意。它不能够支撑起项目。Quake Live将成为[原文]Quake Live可预见的未来：它只是我们刚刚能够做出的测试。 “be Quake Live for the foreseeable future: it's only just now that we're going to be able to put it to the test.”

Marty Stratton，id Software的执行制片人，评论说：

计划完全是尽可能的，通过QUAKE LIVE直接启动和管理个人游戏，通过网站提供的功能利用所有朋友的认识和通知。这种能力将是未来QUAKE LIVE高级服务一小笔的月费来源（可能最多每月5美元）的基石。